# Військово-морські сили Канади
Королівський військово-морський флот Канади (англ. Royal Canadian Navy RCN, фр. Marine royale canadienne) — військово-морський флот Канади, один з видів збройних сил країни, що існує у складі Збройних сил Канади з 1910 року.

## Історія
ВМС Канади були засновані, як Морська служба Канади (англ. Naval Service of Canada) в 1910 році, які з 29 серпня 1911 року отримали назву Канадський королівський військово-морський флот (англ. Royal Canadian Navy), який існував, як окремий вид збройних сил до 1968 року. У 1923 флот був підпорядкований міністерству національної оборони Канади, а у 1968 усі три види Збройних сил — флот, Канадські королівські військово-повітряні сили та Канадська армія — сформували об'єднані Канадські збройні сили. Після цього ВМС країни до 2011 року мали назву Військово-морське командування (англ. Maritime Command).

## Сучасний стан
11 липня 2024 року, за повідомленням агентства Reuters, Канада, прагнучи зміцнити свою оборону в Арктиці, готується придбати до 12 підводних човнів і почала формальний процес зустрічей із виробниками. Посилаючись на глобальне потепління, Міністерство оборони Канади заявило, що до 2050 року Північний Льодовитий океан може стати найефективнішим судноплавним маршрутом між Європою і Східною Азією, що підвищує необхідність зміцнення безпеки на морі, насамперед з огляду на політику Росії та Китаю.

## Бойові кораблі Канади
Список по статусу
- знищений/потоплений тощо
- не працює/на пенсії
- на дійсній службі
- скасовано до завершення
- у розробці
- на замовлення

| Бортовий номер корабля           | Фото       | Назва             | Тип                                          | Країна/Побудовано | Рік введення в експлуатацію (Збудовано) | Рік введення в експлуатацію для ВМС Канада | Статус            | Примітки   |
| Авіаносець                       | Авіаносець | Авіаносець        | Авіаносець                                   | Авіаносець        | Авіаносець                              | Авіаносець                                 | Авіаносець        | Авіаносець |
| -------------------------------- | ---------- | ----------------- | -------------------------------------------- | ----------------- | --------------------------------------- | ------------------------------------------ | ----------------- | ---------- |
|                                  |            |                   |                                              |                   |                                         |                                            |                   |            |
| Підводний човен                  |            |                   |                                              |                   |                                         |                                            |                   |            |
| SSK 876                          |            | HMCS Victoria     | Клас «Вікторія»                              | Велика Британія   | 20 липня 1991 року                      | 2 грудня 2000 року                         | на дійсній службі |            |
| SSK 877                          |            | HMCS Windsor      | Клас «Вікторія»                              | Велика Британія   | 25 червня 1993 року                     | 4 жовтня 2003 року                         | на дійсній службі |            |
| SSK 878                          |            | HMCS Corner Brook | Клас «Вікторія»                              | Велика Британія   | 8 травня 1992 року                      | 29 червня 2003 року                        | на дійсній службі |            |
| SSK 879                          |            | HMCS Chicoutimi   | Клас «Вікторія»                              | Велика Британія   | 7 грудня 1990 року                      | 3 вересня 2015 року                        | на дійсній службі |            |
| Універсальний десантний корабель |            |                   |                                              |                   |                                         |                                            |                   |            |
|                                  |            |                   |                                              |                   |                                         |                                            |                   |            |
| Крейсер                          |            |                   |                                              |                   |                                         |                                            |                   |            |
|                                  |            |                   |                                              |                   |                                         |                                            |                   |            |
| Есмінець                         |            |                   |                                              |                   |                                         |                                            |                   |            |
|                                  |            |                   |                                              |                   |                                         |                                            |                   |            |
| Фрегат                           |            |                   |                                              |                   |                                         |                                            |                   |            |
| FFH 330                          |            | Halifax           | Фрегати типу «Галіфакс»                      | Канада            | 30 квітня 1988 року                     | 29 червня 1992 року                        | на дійсній службі |            |
| FFH 331                          |            | Vancouver         | Фрегати типу «Галіфакс»                      | Канада            | 8 липня 1989 року                       | 23 серпня 1993 року                        | на дійсній службі |            |
| FFH 332                          |            | Ville de Québec   | Фрегати типу «Галіфакс»                      | Канада            | 16 травня 1991 року                     | 14 липня 1994 року                         | на дійсній службі |            |
| FFH 333                          |            | Toronto           | Фрегати типу «Галіфакс»                      | Канада            | 18 грудня 1990 року                     | 29 липня 1993 року                         | на дійсній службі |            |
| FFH 334                          |            | Regina            | Фрегати типу «Галіфакс»                      | Канада            | 25 січня 1992 року                      | 29 грудня 1993 року                        | на дійсній службі |            |
| FFH 335                          |            | Calgary           | Фрегати типу «Галіфакс»                      | Канада            | 28 серпня 1992 року                     | 12 травня 1995 року                        | на дійсній службі |            |
| FFH 336                          |            | Montréal          | Фрегати типу «Галіфакс»                      | Канада            | 28 лютого 1992 року                     | 21 липня 1994 року                         | на дійсній службі |            |
| FFH 337                          |            | Fredericton       | Фрегати типу «Галіфакс»                      | Канада            | 26 червня 1993 року                     | 10 вересня 1994 року                       | на дійсній службі |            |
| FFH 338                          |            | Winnipeg          | Фрегати типу «Галіфакс»                      | Канада            | 25 червня 1994 року                     | 23 червня 1996 року                        | на дійсній службі |            |
| FFH 339                          |            | Charlottetown     | Фрегати типу «Галіфакс»                      | Канада            | 1 жовтня 1994 року                      | 9 вересня 1995 року                        | на дійсній службі |            |
| FFH 340                          |            | St. John's        | Фрегати типу «Галіфакс»                      | Канада            | 26 серпня 1995 року                     | 26 червня 1996 року                        | на дійсній службі |            |
| FFH 341                          |            | Ottawa            | Фрегати типу «Галіфакс»                      | Канада            | 31 травня 1996 року                     | 28 вересня 1996 року                       | на дійсній службі |            |
| Корвет                           |            |                   |                                              |                   |                                         |                                            |                   |            |
|                                  |            |                   |                                              |                   |                                         |                                            |                   |            |
| Ракетний катер                   |            |                   |                                              |                   |                                         |                                            |                   |            |
|                                  |            |                   |                                              |                   |                                         |                                            |                   |            |
| Патрульний катер                 |            |                   |                                              |                   |                                         |                                            |                   |            |
|                                  |            | PCT Orca          | Патрульний корабель Клас "Орка" (Orca-class) | Канада            |                                         |                                            | 2006 рік          |            |
|                                  |            | PCT Raven         | Патрульний корабель Клас "Орка" (Orca-class) | Канада            |                                         |                                            | 2006 рік          |            |
|                                  |            | PCT Caribou       | Патрульний корабель Клас "Орка" (Orca-class) | Канада            |                                         |                                            | 2007 рік          |            |
|                                  |            | PCT Renard        | Патрульний корабель Клас "Орка" (Orca-class) | Канада            |                                         |                                            | 2007 рік          |            |
|                                  |            | PCT Wolf          | Патрульний корабель Клас "Орка" (Orca-class) | Канада            |                                         |                                            | 2008 рік          |            |
|                                  |            | PCT Grizzly       | Патрульний корабель Клас "Орка" (Orca-class) | Канада            |                                         |                                            | 2008 рік          |            |
|                                  |            | PCT Cougar        | Патрульний корабель Клас "Орка" (Orca-class) | Канада            |                                         |                                            | 2008 рік          |            |
|                                  |            | PCT Moose         | Патрульний корабель Клас "Орка" (Orca-class) | Канада            |                                         |                                            | 2008 рік          |            |

## Військові звання Королівського військово-морського флоту Канади

### Адмірали та офіцери флоту
| Військові звання адміралів та офіцерів ВМС Канади | Військові звання адміралів та офіцерів ВМС Канади | Військові звання адміралів та офіцерів ВМС Канади | Військові звання адміралів та офіцерів ВМС Канади | Військові звання адміралів та офіцерів ВМС Канади | Військові звання адміралів та офіцерів ВМС Канади |
| Головнокомандувач                                 | Адмірал                                           | Віце-адмірал                                      | Контр-адмірал                                     | Комодор                                           | Капітан I рангу                                   |
| N/A                                               | OF-9                                              | OF-8                                              | OF-7                                              | OF-6                                              | OF-5                                              |
| ------------------------------------------------- | ------------------------------------------------- | ------------------------------------------------- | ------------------------------------------------- | ------------------------------------------------- | ------------------------------------------------- |
|                                                   |                                                   |                                                   |                                                   |                                                   |                                                   |
| C-in-C                                            | Adm                                               | VAdm                                              | RAdm                                              | Cmdre                                             | Capt(N)                                           |

| Командер | Лейтенант-командер | Лейтенант | Саб-лейтенант | Діючий саб-лейтенант | Морський кадет |
| OF-4     | OF-3               | OF-2      | OF-1          | OF-1                 | Cadet          |
| -------- | ------------------ | --------- | ------------- | -------------------- | -------------- |
|          |                    |           |               |                      |                |
| Cdr      | LCdr               | Lt(N)     | SLt           | A/SLt                | NCdt           |

### Петті-офіцерський та рядовий склад флоту
| Петті-офіцери та матроси ВМС Канади | Петті-офіцери та матроси ВМС Канади | Петті-офіцери та матроси ВМС Канади | Петті-офіцери та матроси ВМС Канади | Петті-офіцери та матроси ВМС Канади | Петті-офіцери та матроси ВМС Канади | Петті-офіцери та матроси ВМС Канади | Петті-офіцери та матроси ВМС Канади |
| Чіф-петті офіцер I класу            | Чіф-петті офіцер II класу           | Петті-офіцер I класу                | Петті-офіцер II класу               | Майстер-матрос                      | Старший матрос                      | Досвідчений матрос                  | Матрос                              |
| OR-9                                | OR-8                                | OR-7                                | OR-6                                | OR-5                                | OR-4                                | OR-3                                | OR-2                                |
| ----------------------------------- | ----------------------------------- | ----------------------------------- | ----------------------------------- | ----------------------------------- | ----------------------------------- | ----------------------------------- | ----------------------------------- |
|                                     |                                     |                                     |                                     |                                     |                                     |                                     |                                     |
| CPO1                                | CPO2                                | PO1                                 | PO2                                 | MS                                  | LS                                  | AB                                  | OS                                  |